# Chetan Singh Hari
Chetan Singh Hari (nascido em 14 de setembro de 1936) é ex-um ciclista olímpico indiano. Hari representou sua nação em dois eventos nos Jogos Olímpicos de Verão de 1964, em Tóquio.